# العلاقات الباهاماسية التوفالية
العلاقات الباهاماسية التوفالية هي العلاقات الثنائية التي تجمع بين باهاماس وتوفالو.

## مقارنة بين البلدين
هذه مقارنة عامة ومرجعية للدولتين:
| وجه المقارنة                                              | باهاماس      | توفالو                         |
| --------------------------------------------------------- | ------------ | ------------------------------ |
| المساحة (كم2)                                             | 13.88 ألف    | 26                             |
| عدد السكان (نسمة)                                         | 395.36 ألف   | 11.19 ألف                      |
| الكثافة السكانية (ن./كم²)                                 | 28.48        | 43.04 ألف                      |
| العاصمة                                                   | ناساو        | فونافوتي                       |
| اللغة الرسمية                                             | لغة إنجليزية | اللغة التوفالوية، لغة إنجليزية |
| العملة                                                    | دولار بهامي  | دولار توفالو                   |
| الناتج المحلي الإجمالي (بليون دولار)                      | 12.16 مليار  | 39.73 مليون                    |
| الناتج المحلي الإجمالي (تعادل القوة الشرائية) بليون دولار | 8.92 مليار   | 38.93 مليون                    |
| الناتج المحلي الإجمالي الاسمي للفرد دولار أمريكي          | 22.82 ألف    | 3.29 ألف                       |
| الناتج المحلي الإجمالي للفرد دولار أمريكي                 |              | 3.77 ألف                       |
| مؤشر التنمية البشرية                                      | 0.790        |                                |
| رمز المكالمات الدولي                                      | +1242        | +688                           |
| رمز الإنترنت                                              | .bs          | .tv                            |
| المنطقة الزمنية                                           | 00           | ت ع م+12:00                    |

## منظمات دولية مشتركة
يشترك البلدان في عضوية مجموعة من المنظمات الدولية، منها:
| علم المنظمة | اسم المنظمة                                 | تاريخ انضمام باهاماس | تاريخ انضمام توفالو |
| ----------- | ------------------------------------------- | -------------------- | ------------------- |
|             | مؤسسة التنمية الدولية                       | 23 يونيو 2008        | 24 يونيو 2010       |
|             | يونسكو                                      | 23 أبريل 1981        | 21 أكتوبر 1991      |
|             | الأمم المتحدة                               | 18 سبتمبر 1973       | 5 سبتمبر 2000       |
|             | مجموعة دول أفريقيا والكاريبي والمحيط الهادئ | ?                    | ?                   |
|             | دول الكومنولث                               | ?                    | ?                   |
|             | الاتحاد البريدي العالمي                     | ?                    | ?                   |
|             | البنك الدولي للإنشاء والتعمير               | 21 أغسطس 1973        | 24 يونيو 2010       |
|             | الاتحاد الدولي للاتصالات                    | 19 أغسطس 1974        | 15 أغسطس 1996       |
|             | منظمة حظر الأسلحة الكيميائية                | ?                    | ?                   |
|             | تحالف الدول الجزرية الصغيرة                 | ?                    | ?                   |